# Edizioni de Il processo del lunedì
In questa voce sono elencate e descritte le 19 edizioni del programma televisivo italiano Il processo del lunedì, in onda sulla Rai dal 1980 al 1993, dal 1994 al 1997 e dal 2013 al 2016.

## Edizioni 1980-1993

### 1ª edizione
- Messa in onda: dal 15 settembre 1980 al 25 maggio 1981.
- Rete: Rai 3
- Puntate: 30 (complessive: 1–30)
- Conduce Enrico Ameri con Novella Calligaris
- A cura di Aldo Biscardi
- Regia: Enzo Insinna
- Luci: Carlo Pierosara
- Coordinamento tecnico: Paolo Piccioni
- Tecnico video: Davide Pieraccini
- Tecnico audio: Leonardo Dassi
- Mixer video: Sandro Paris
- Titoli elettronici: Silvia Barbabella

Prima edizione del programma, che va in onda alle ore 22:45 dalla sede del TG3 in via Teulada, 28. Aldo Biscardi nelle prime puntate appare solamente nei titoli della sigla iniziale, inquadrato dalla cabina di regia, e in quelle successive interviene nella parte iniziale della trasmissione per enunciare l'argomento principale della puntata. Per i collegamenti con gli altri studi, da Milano interviene Carlo Sassi, da Torino Andrea Boscione e da Napoli Italo Kuhne.
La sigla iniziale è una parte strumentale del brano di quella di chiusura, che variava ad ogni puntata ed era un brano di cantautori italiani (tra cui Allora, avete capito o no?, cantata da Edoardo Bennato e Saltimbanchi cantata da Enzo Jannacci). Nelle prime puntate, la sigla era composta con filmati di gare dove vengono messi in evidenza i piedi degli atleti di diverse discipline sportive, mentre in quelle successive dagli spezzoni delle gare della giornata di campionato appena conclusa.

### 2ª edizione
- Messa in onda: dal 14 settembre 1981 al 17 maggio 1982.
- Rete: Rai 3
- Puntate: 30 (complessive: 31–60)
- Conduce Enrico Ameri con Marina Morgan
- A cura di Aldo Biscardi
- Regia: Piero Panizzon
- Arrangiamento sigla: Paolo Steffan

Ultima edizione condotta da Enrico Ameri.

### 3ª edizione
- Messa in onda: dal 13 settembre 1982 al 16 maggio 1983.
- Rete: Rai 3
- Puntate: 30 (complessive: 61–90)
- Conduce Marino Bartoletti con Jenny Tamburi, poi Gioia Re
- A cura di Aldo Biscardi
- Regia: Piero Panizzon
- Arrangiamento sigla: Paolo Steffan

Prima edizione condotta da Marino Bartoletti, che tornerà alla conduzione della trasmissione nel 1994. Nella puntata del 3 gennaio 1983, il programma si collega con Selva di Val Gardena, dove era in vacanza il Presidente della Repubblica Sandro Pertini. Il servizio, curato da Franco Solfiti, doveva durare 15 minuti, ma Pertini resta in collegamento per tutta la trasmissione, per quasi due ore. Alla fine, il Presidente s'improvvisa telecronista e descrive in diretta le evoluzioni sulla neve degli alpini, in suo onore.

### 4ª edizione
- Messa in onda: dal 12 settembre 1983 al 14 maggio 1984.
- Rete: Rai 3
- Puntate: 30 (complessive: 91–120)
- Conduce Aldo Biscardi con Danila Caccia
- Regia: Piero Panizzon
- Arrangiamento sigla: Paolo Steffan

Da questa edizione Aldo Biscardi conduce di persona. È l'ultima edizione in cui l'arrangiamento è di Paolo Steffan.

### 5ª edizione
- Messa in onda: dal 17 settembre 1984 al 20 maggio 1985.
- Rete: Rai 3
- Puntate: 30 (complessive: 121–150)
- Conduce Aldo Biscardi con Paola Perissi
- Regia: Piero Panizzon
- Arrangiamento sigla: Mauro Paoluzzi

Da questa edizione il programma ha un'opinionista fisso, l'ex calciatore José Altafini.

### 6ª edizione
- Messa in onda: dal 9 settembre 1985 al 28 aprile 1986.
- Rete: Rai 3
- Puntate: 30 (complessive: 151–180)
- Conduce Aldo Biscardi con Paola Perissi
- Regia: Piero Panizzon
- Arrangiamento sigla: Mauro Paoluzzi

Alla moviola un ex portiere della nazionale, Enrico Albertosi.

### 7ª edizione
- Messa in onda: dal 15 settembre 1986 al 18 maggio 1987.
- Rete: Rai 3
- Puntate: 30 (complessive: 181–210)
- Conduce Aldo Biscardi con Vanna Brosio
- Regia: Piero Panizzon
- Arrangiamento sigla: Mauro Paoluzzi

La sigla di apertura dell'edizione è Avventuriera, cantata da Gianna Nannini. Alla moviola un ex calciatore della nazionale, Mauro Bellugi. I collegamenti esterni vengono curati da Nando Martellini, da poco andato in pensione come telecronista. Nella puntata del 22 dicembre 1986 viene presentato il brano natalizio Alleluia, eseguito dai Football Stars. La puntata dell'11 maggio 1987 va in onda da Napoli per festeggiare il primo scudetto del Napoli, ospiti Corrado Ferlaino e Diego Armando Maradona. È l'ultima edizione in cui l'arrangiamento della sigla è di Mauro Paoluzzi.

### 8ª edizione
- Messa in onda: dal 14 settembre 1987 al 16 maggio 1988.
- Rete: Rai 3
- Puntate: 30 (complessive: 211–240)
- Conduce Aldo Biscardi con Stefany (Stefania Falasconi)
- Regia: Egidio Luna
- Arrangiamento sigla: Roberto Casini

Lo studio della trasmissione si trasferisce nella sede di Via Novaro. Alla moviola un grande ex calciatore, Giacinto Facchetti.

### 9ª edizione
- Messa in onda: dal 10 ottobre 1988 al 26 giugno 1989.
- Rete: Rai 3
- Puntate: 34 (complessive: 241–274)
- Conduce Aldo Biscardi con Michela Rocco di Torrepadula
- Regia: Egidio Luna
- Arrangiamento sigla: Roberto Casini
- Musiche di Stelvio Cipriani
- Sigla: El terzero hombre, cantata da Gigi Proietti

Da questa edizione entra nel cast Adriano De Zan che sarà fino al 1993 l'inviato speciale del programma.

### 10ª edizione
- Messa in onda: dal 28 agosto 1989 al 30 aprile 1990.
- Rete: Rai 3
- Puntate: 32 (complessive: 275–306)
- Conduce Aldo Biscardi con Ana Maria Van Pallandt
- Regia: Egidio Luna
- Arrangiamento sigla: Roberto Casini

Nella puntata dell'11 dicembre 1989, dopo i sorteggi della fase finale del campionato mondiale di calcio, fece ingresso nello studio la Coppa del Mondo di calcio.

### 11ª edizione
- Messa in onda: dal 10 settembre 1990 al 27 maggio 1991.
- Rete: Rai 3
- Puntate: 34 (complessive: 307–340)
- Conduce Aldo Biscardi con Irene Mandelli
- Regia: Egidio Luna
- Arrangiamento sigla: Roberto Casini

Da questa edizione la trasmissione va in onda in prima serata alle ore 20.30, e lo studio si trasferisce nella sede di via Teulada 66. Da ricordare l'ultimo intervento in diretta telefonica di Paolo Valenti, il conduttore di 90º minuto che pochi giorni prima della sua morte disse: "Sono andato al tappeto e non mi rialzerò più". È l'ultima edizione in cui l'arrangiamento è di Roberto Casini.

### 12ª edizione
- Messa in onda: dal 2 settembre 1991 al 25 maggio 1992.
- Rete: Rai 3
- Puntate: 34 (complessive: 341–374)
- Conduce Aldo Biscardi con Alessandra Canale
- Regia: Egidio Luna
- Arrangiamento sigla: Marco Bertoni

Da questa edizione la trasmissione va in onda dallo studio 4 del nuovo Centro di produzione Rai di Saxa Rubra ed entra nel cast Maria Teresa Ruta che sarà l'inviata speciale, mentre sulle reti Fininvest va in onda un programma simile e alternativo al Processo, si chiama L'appello del martedì ed è condotto da Maurizio Mosca con a fianco mogli e fidanzate di calciatori come Raffaella De Simone, Raffaella De Riso, Roberta Termali e Caterina Collovati e opinionisti come Helenio Herrera, Franco Zeffirelli, Giucas Casella, Ezio De Cesari e Giampiero Mughini. L'arrangiamento della sigla è di Marco Bertoni.

### 13ª edizione
- Messa in onda: dal 7 settembre 1992 al 7 giugno 1993.
- Rete: Rai 3
- Puntate: 34 (complessive: 375–408)
- Conduce Aldo Biscardi con Mariella Scirea
- Regia: Egidio Luna
- Arrangiamento sigla: Marco Bertoni

È l'ultima edizione del Processo condotta sulla Rai da Aldo Biscardi. La sigla è eseguita da Carlo Frisi con l'imitazione di Aldo Biscardi.. Anche in questa edizione l'arrangiamento è di Marco Bertoni.

## Edizioni 1994-1997

### 14ª edizione
- Messa in onda: dal 5 settembre 1994 al 5 giugno 1995.
- Rete: Rai 3
- Puntate: 34 (complessive: 409–442)
- Conduce Marino Bartoletti con Gene Gnocchi
- A cura di Marino Bartoletti e Franco Zuccalà
- Assistenti curatori: Paolo Macioti, Adriana Sabbatini
- Regia: Luciana Veschi D'Asnasch
- Direttore fotografia: Gianfranco Giuffrida
- Scenografia: Armando Nobili
- Direttore di produzione: Raffaello Carabini
- Consulente: Antonio Tavarozzi
- Aiuto regista: Fosco Biasotto, Francesca Portinari
- Assistenti al programma: Marinella Verrani, Rosa Battaglini
- Consulente musicale: Pierluigi Borlenghi
- Montaggio: Gianluigi Bruschi, Saverio Carrabba
- Montaggio moviola: Oreste Franceschi
- Tecnico video: Riccardo Perani
- Tecnici audio: Michele Ercelli, Michele Melloncelli
- Mixer video: Paolo Carta
- Video grafica: Carlo Bonacossa

Dopo una stagione di pausa, la trasmissione riprende con la conduzione di Marino Bartoletti, coadiuvato da Gene Gnocchi. In redazione Paola Ferrari e Cinzia Maltese. Per i collegamenti dagli altri studi, da Roma Maurizio Mannoni, da Genova Paolo Paganini.

### 15ª edizione
- Messa in onda: dal 28 agosto 1995 al 13 maggio 1996.
- Rete: Rai 3
- Puntate: 34 (complessive: 443–476)
- Conduce Gigi Garanzini

### 16ª edizione
- Messa in onda: dal 9 settembre 1996 al 2 giugno 1997.
- Rete: Rai 3
- Puntate: 34 (complessive: 477–510)
- Conduce Gigi Garanzini

Ultima edizione della trasmissione condotta da Gigi Garanzini.

## Edizioni 2013-2016

### 17ª edizione
- Messa in onda: dal 26 agosto 2013 al 19 maggio 2014.
- Rete: Rai Sport 1
- Puntate: 35 (complessive: 511–545)
- Conduce Enrico Varriale
- Regia: Stefano Brunozzi

Alla moviola Carlo Longhi prima e Tiziano Pieri poi.

### 18ª edizione
- Messa in onda: dal 1º settembre 2014 al 1º giugno 2015.
- Rete: Rai 1 Sport
- Puntate: 38 (complessive: 546–583)
- Conduce Enrico Varriale
- Regia: Stefano Brunozzi

### 19ª edizione
- Messa in onda: dal 24 agosto 2015 al 16 maggio 2016.
- Rete: Rai 3
- Puntate: 38 (complessive: 584–621)
- Conduce Enrico Varriale con Andrea Delogu
- Regia: Stefano Brunozzi

Gli opinionisti fissi sono Andrea Scanzi, Michele Dalai, Mara Maionchi e Cristiano Lucarelli. L'ultima edizione del programma torna su Rai 3 e va in onda in seconda serata.